# Popeye (film)
Pour les articles homonymes, voir Popeye (homonymie).
Pour plus de détails, voir Fiche technique et Distribution.
Popeye est un film américain de Robert Altman sorti en 1980. Coproduction entre Paramount Pictures et Walt Disney Productions, il est inspiré des personnages de la série de comic strips Popeye créée par E. C. Segar publiée par King Features Syndicate.
Popeye part à la recherche de son père. Arrivé dans le village de Sweethaven placé sous la coupe du mystérieux Commodore, il s'amourache d'Olive Oyl, la fille de sa logeuse, et se retrouve confronté à son fiancé Brutus.
À sa sortie, les critiques ont été assez négatives mais se sont améliorées par la suite. Premier grand rôle de Robin Williams, il est considéré comme un échec commercial.

## Synopsis
Popeye, un solide marin, arrive dans la petite ville côtière de Sweethaven à la recherche de son père disparu. Il loue une chambre dans la pension de famille Oyl où les Oyl prévoient de fiancer leur fille Olive au capitaine Brutus, un tyran puissant et perpétuellement en colère qui gère la ville au nom du mystérieux commodore. Cependant, le soir de la fête de fiançailles, Olive se faufile après avoir découvert que le seul attribut qu'elle peut signaler pour son fiancé intimidateur est la taille. Elle rencontre Popeye, qui n'a pas réussi à s'intégrer aux habitants de la fête. Les deux finissent par tomber sur un bébé abandonné dans un panier. Popeye et Olive adoptent l'enfant, le nommant Mimosa d'après la ville de Sweethaven, et les deux retournent chez les Oyl. Brutus, qu'Olive avait défendu, découvre cette rencontre et, de rage, impose de lourdes taxes sur les biens et possessions des Oyls. Un fisc cupide donne suite à la demande de Brutus, mais Popeye aide la situation financière des Oyls en remportant un gros prix en battant un boxeur nommé Oxblood Oxheart.
Le lendemain, Popeye découvre que Mimosa peut prédire l'avenir en sifflant lorsqu'il entend la bonne réponse à une question. Gontran, le mooch local constamment affamé et un petit joueur, le remarque également et demande à Popeye et Olive d'emmener Mimosa se promener. Il l'emmène en fait aux "courses de chevaux" (un jeu de chevaux de carnaval mécanique) et remporte deux matchs. En entendant cela, Olive et sa famille décident de participer à l'action et d'utiliser Mimosa pour gagner, mais Popeye outré le découvre et emmène Mimosa.
Plus tard, après que Popeye a jeté le fisc à la mer (gagnant ainsi le respect de la ville), Gontran kidnappe l'enfant sur les ordres de Brutus. Plus tard dans la soirée, quand Olive parle à Popeye en privé, elle l'entend déplorer que Mimosa mérite d'avoir deux parents et il regrette d'être parti comme il l'a fait. Le lendemain matin, Gontran informe Popeye de l'enlèvement après avoir été menacé par Olive. Popeye se rend sur le navire du Commodore, où il apprend que le Commodore, qui a récemment été ligoté par Brutus, est bien le père de Popeye, Pôpa, qui accepte que Popeye soit son fils après avoir exposé la haine de Popeye pour les épinards. Pendant ce temps, Brutus kidnappe Olive et met les voiles avec elle et Mimosa pour trouver le trésor enfoui promis par Pôpa . Popeye, Pôpa , Gontran et la famille Oyl montent à bord du navire de Pôpa pour chasser Brutus vers une île désolée au milieu de l'océan, appelée Scab Island.
Popeye rattrape Brutus et le combat mais, malgré sa détermination, Popeye est maîtrisé. Pendant le combat, Pôpa récupère son trésor et ouvre le coffre pour révéler une collection d'objets sentimentaux personnels de l'enfance de Popeye, dont quelques boîtes d'épinards. Une gigantesque pieuvre se réveille et attaque Olive sous l'eau (après que Pôpa ait sauvé Mimosa d'un destin similaire). Avec Popeye dans une prise d'étranglement, Pôpa lui lance une boîte d'épinards; reconnaissant l'aversion de Popeye pour les épinards, Brutus le nourrit de force avec la boîte avant de le jeter à l'eau. Les épinards revitalisent Popeye et renforcent sa force, l'aidant à vaincre à la fois Brutus et la pieuvre géante. Popeye célèbre sa victoire et sa nouvelle appréciation des épinards pendant que Brutus nage, après avoir littéralement viré au jaune.

## Fiche technique

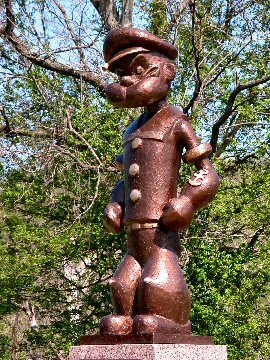
Statue en bronze de Popeye.

- Titre original et français : Popeye
- Réalisation : Robert Altman
- Scénario : Jules Feiffer, d’après les personnages d'E. C. Segar pour King Features Syndicate
- Musique : Harry Nilsson, Tom Pieson (additionnelle)
- Direction artistique : Wolf Kroeger
- Décors : Jack Stephens
- Costumes : Scott Bushnell
- Photographie : Giuseppe Rotunno
- Son : Robert Gravenor
- Montage : John W. Holmes (supervision), David A. Simmons
- Production : Robert Evans ; Scott Bushnell (producteur associé) ; C. O. Erickson (exécutif)
- Animation : Hanna-Barbera Productions
- Danse : Sharon Kinney (chorégraphie)
- Cirque : Hoovey Burgess
- Sociétés de production : Paramount Pictures (États-Unis), Walt Disney Productions (États-Unis)
- Sociétés de distribution : Paramount Pictures (États-Unis), Warner Bros. Transatlantic[1] (France)
- Pays de production :  États-Unis
- Langue originale : anglais
- Budget : 20 000 000 $ (estimation)
- Format : noir et blanc et couleur (Metrocolor) – 35 mm – 2.35:1 (Technovision) – stéréo 4 pistes (Vistasonic)
- Genre : musical, comédie, aventure
- Durée : 114 minutes
- Dates de sortie :
  - États-Unis : 6 décembre 1980
  - France : 16 décembre 1981
- Classifications et visa CNC : tous publics et art et essai, visa d'exploitation no 53899 délivré le 19 octobre 1981

Sauf mention contraire, les informations proviennent des sources concordantes suivantes : Mark Arnold et IMDb

## Distribution
- Robin Williams (VF : Jacques Balutin) : Popeye
- Shelley Duvall (VF : Monique Thierry, dialogue ; Anne Germain, chant) : Olive Oyl
- Ray Walston (VF : René Arrieu) : Pôpa / le Commodore (Poopdeck Pappy)
- Paul Dooley (VF : Serge Lhorca) : Gontran (J. Wellington Wimpy)
- Paul L. Smith (VF : Roger Jacquet) : Brutus (Bluto)
- Richard Libertini (VF : Jacques Balutin) : George W. Geezil
- Donald Moffat (VF : Francis Lax) : le percepteur
- MacIntyre Dixon (VF : Philippe Dumat) : Cole Oyl
- Roberta Maxwell (en) (VF : Jacqueline Jehanneuf) : Nana Oyl
- Donovan Scott (VF : Maurice Risch) : Ricin Oyl (Castor Oyl)
- Allan Nicholls (en)  : Rough House
- Wesley Ivan Hurt : Mimosa (Swee'Pea)
- Bill Irwin : Ham Gravy, l'ancien petit ami
- Robert Fortier :  Bill Barnacle, l'alcoolique de la ville
- David McCharen, Harry Hotcash, le joueur
- Sharon Kinnet : Cherry, la fiancée du gangster
- Peter Bray : Oxblood Oxheart, le boxeur
- Linda Hunt : Mrs Oxheart
- Geoff Hoyle : Scoop, le journaliste
- Wayne Robson : Chizzelflint, le prêteur sur gages
- Larry Pisoni : Chico, le laveur de vaisselle
- Carlo Pelligrini : Swiffy, le cuisinier
- Susan Kingsley : La Verne, la serveuse
- Michael Christensen : Splatz, le portier
- Ray Cooper : le prédicateur
- Noel Parenti : Slick, le laitier
- Karen McCormick : Rosie, la laitière
- John Bristol : Bear, l'ermite
- Nathalie Blossom : Blossom
- Dennis Franz : Spike
- Carlos Brown : SLg
- Ned Dowd : Butch
- Hovey Burgess : Mort
- Roberto Messina : Gozo
- Peitro Torrisi : Bolo
- Margery Bond : Daisy
- Judy Burgess : Petunia
- Saundra MacDonald :  Violet
- Eve Knoller : Min
- Peggy Pisoni : Pickelina
- Barbara Zegler : Daphne
- Paul Zegler : Maire Stonefeller, l'officiel
- Pamela Burell : Mme Stonefeller
- David Arkin : le postier et le policier
- Klaus Voormann : Von SChnitzel, le chef d'orchestre
- Doug Dillard : Clem le joueur de banjo
- Van Dyke Parks : Hoagy, the joueur de piano
- Stan Wilson : Oscar, le barbier
- Roberto Dell'Aqua : le ramoneur
- Valerie Velardi : Cindy, le bourreau
- Jack Mercer : voix de Pöpeye dans le prologue animé
- Les Steinettes
  - Julie Janney : Mena Walfleur
  - Patty Katz : Mina Walfleur
  - Diane Shaffer : Mona Walfleur

Sauf mention contraire, les informations proviennent des sources concordantes suivantes : Mark Arnold et IMDb

## Production

### Genèse et développement
Dans son livre Fiasco: A History of Hollywood's Iconic Flops, James Robert Parish écrit que les racines du film Popeye sont situées dans la guerre d'enchères que se sont livrés les studios Paramount Pictures et Columbia Pictures pour l'adaptation cinématographique de la comédie musicale Annie (1976). Lorsque Robert Evans le directeur de Paramount Pictures apprend qu'il risque de perdre l'offre, il organise une réunion avec Charles Bluhdorn, pdg de sa maison-mère Gulf+Western, Barry Diller, Michael Eisner et Jeffrey Katzenberg, tous des directeurs de Paramount. Durant la réunion, les différentes propriétés intellectuelles détenues par le studio ont été abordées afin de les adapter en comédie musicale, dont les personnages de bandes dessinées et Popeye a été évoqué. La guerre est gagnée par Columbia en décembre 1977 qui débourse 9,5 millions d'USD pour produire le film Annie (1982). En octobre 1977, Evans évoque dans la presse un projet d'adaptation de Popeye avec le réalisateur John Schlesinger et Dustin Hoffman dans le rôle principal. L'écriture du scénario est confiée à Jules Feiffer,.
D'un autre coté, à la suite de plusieurs déconvenues en salles, le pdg de Walt Disney Productions, Ron Miller décide de coproduire des films avec d'autres studios. Robert Evans accepte de travailler avec Disney. Le film Popeye est la première des deux coproductions avec Paramount, la seconde étant Le Dragon du lac de feu (1981),. Le contrat stipule que Paramount distribue le film en Amérique du Nord et Buena Vista Distribution à l'international. Les deux studios choisissent de donner vie au personnage de Popeye créé en 1929. C'est une marque déposée de King Features Syndicate filiale d'Hearst Corporation. Le film débute par un hommage aux courts métrages d'animation en noir et blanc produits par les Fleischer Studios de 1933 à 1944. Par la suite Famous Studios, filiale de Paramount, a poursuivi la production jusqu'en 1957.
Durant l'écriture, Feiffer insiste pour que la bible littéraire soit basée sur le comic strip et non les courts métrages de Fleischer,. Alors que les dessins animés se résument souvent au triangle amoureux Popeye-Olive-Brutus, le comic strip d'Elzie Crisler Segar est beaucoup plus complexe.Par exemple dans le Thimble Theater, Popeuye déteste les épinards. Pour Arnold, le comic strip contient tellement d'idées, de concepts et de personnages qu'il n'est pas possible de tous les mettre dans un film de deux heures. Arnold précise que le public risque d'être déçu s'il s'attend au triangle habituel. Le producteur Robert Evans et le scénariste Jules Feiffer passent trois ans à préparer le film.
Pour la réalisation, plusieurs réalisateurs ont été contactés dont Mike Nichols, Arthur Penn et Hal Ashby,. Le choix semble avoir été pris début 1979. En février 1979, au moment de la sortie de Quintet (1979), la presse s'interroge sur le potentiel du dernier film de Robert Altman, le précédent Un mariage (1978) est alors considéré comme un « exercice de futilité ». Pour le journaliste, le réalisateur semble être à court d'idée et annonce son prochain film Popeye. À l'origine, Robert Altman ne voulait pas réaliser Popeye, mais ses précédents films (Buffalo Bill et les Indiens et Un mariage) furent de tels échecs qu'il fut contraint d'accepter toutes les exigences des producteurs.[réf. souhaitée]
Le 15 février 1979, Aaron Gold du Chicago Tribune indique que Robert Altman cherche à persuader l'actrice Shelley Duvall de participer à Popeye. L'article mentionne aussi le fait que Dustin Hoffman n'a pas été choisi car son contrat avec Paramount est terminé à sa demande, ou non. L'acteur Robin Williams a été sélectionné à la place d'Hoffman qui doit lui participer à un biopic avec Richard Dreyfuss sur George et Ira Gershwin. Le début du tournage de Popeye est prévu pour 1980. Quelques semaines plus tard, Marilyn Beck (en) du New York Times retranscrit une interview avec le producteur Bob Evans. Evans contredit les précédentes déclarations et indique que Robert Altman n'a pas signée avec Disney même si des discussions sont en cours. Il précise qu'il souhaitait que l'actrice Lily Tomlin interprète Olive Oyl mais que ce sera Shelley Duval. Evans confirme toutefois l'information de la signature avec Robin Williams. Le tournage est prévu pour janvier 1980 et une sortie chez Paramount pour Noel 1980.
Le dessin animé qui sert de prologue a été animé par le studio Hanna-Barbera Productions qui détient alors les droits. L'acteur Jack Mercer qui prête sa voix à Popeye depuis les années 1930 donne à nouveau sa voix au personnage, pour la dernière fois car c'est son dernier rôle. Le budget du film est estimé à 20 millions d'USD.

### Attribution des rôles
Initialement les acteurs Dustin Hoffman et Gilda Radner avaient été approchés pour interpréter respectivement Popeye et Olive. Hoffman et Radner ont été proposé par Paramount durant les prémices du projet. Radner alors animatrice du Saturday Night Live était intéressée par le rôle qui lui rappelait son enfance s'habillant comme Olive mais elle a refusé ne sachant pas comment incarner le personnage et ne voulant pas « cracher sur ses parents. » Les rôles ont été confié à Robin Williams et Shelley Duvall. Robin Williams a fait ses débuts au cinéma comme figurant dans Can I Do It... 'Til I Need Glasses? (en) (1977) de I. Robert Levy puis il a joué dans plusieurs séries télévisées (notamment dans Happy Days auprès du jeune Ron Howard). Son rôle dans la série Mork and Mindy l'a révélé au public. C'est le premier long métrage pour lequel il tient le rôle titre de vedette masculine. Durant le film, ses remarques bafouillées sont souvent inaudibles et ont été redoublées en post-production.
Shelley Duvall avait déjà travaillé avec Robert Altman dans le film Trois Femmes (1977). Dans le New York Daily News, le critique Rex Reed (en) critique ce film d'Altman, le qualifiant de « rêve arrogant » et de « film réalisé pour les critiques mais pour personnes d'autres ». Dans cet article, il compare l'actrice au physique maigre et élancé à un arbre mais aussi à Olive Oyl, déclaration presque prémonitoire. C'est Altman qui insiste pour que le rôle soit confié à Duvall.
Wesley Ivan Hurt, qui joue le rôle de Mimosa, est le petit-fils de Robert Altman. Âgé d'un peu plus d'un an au moment du tournage, c'est sa seule apparition dans un film, à la télévision ou sur scène.

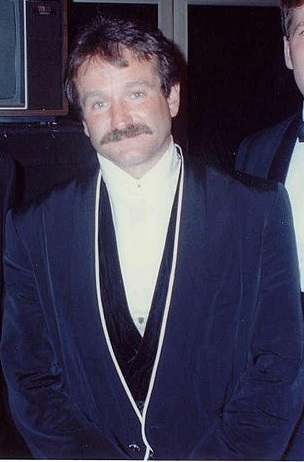
Robin Williams en 1990.
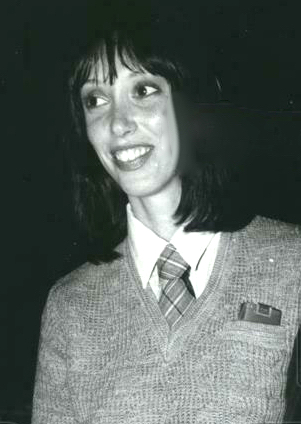
Shelley Duvall en décembre 1977
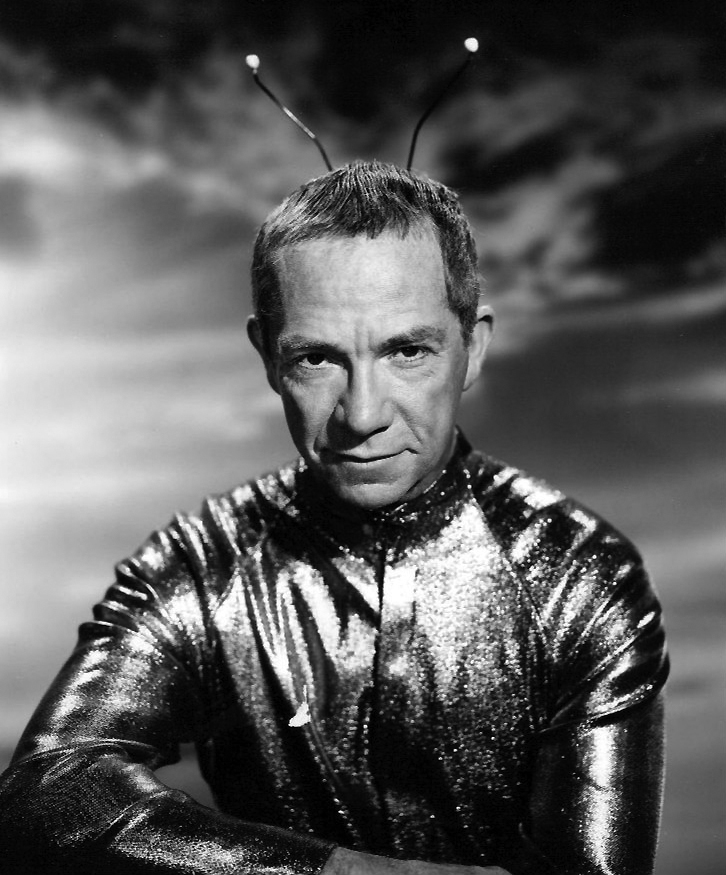
Ray Walston en 1963 dans la série Mon Martien favori
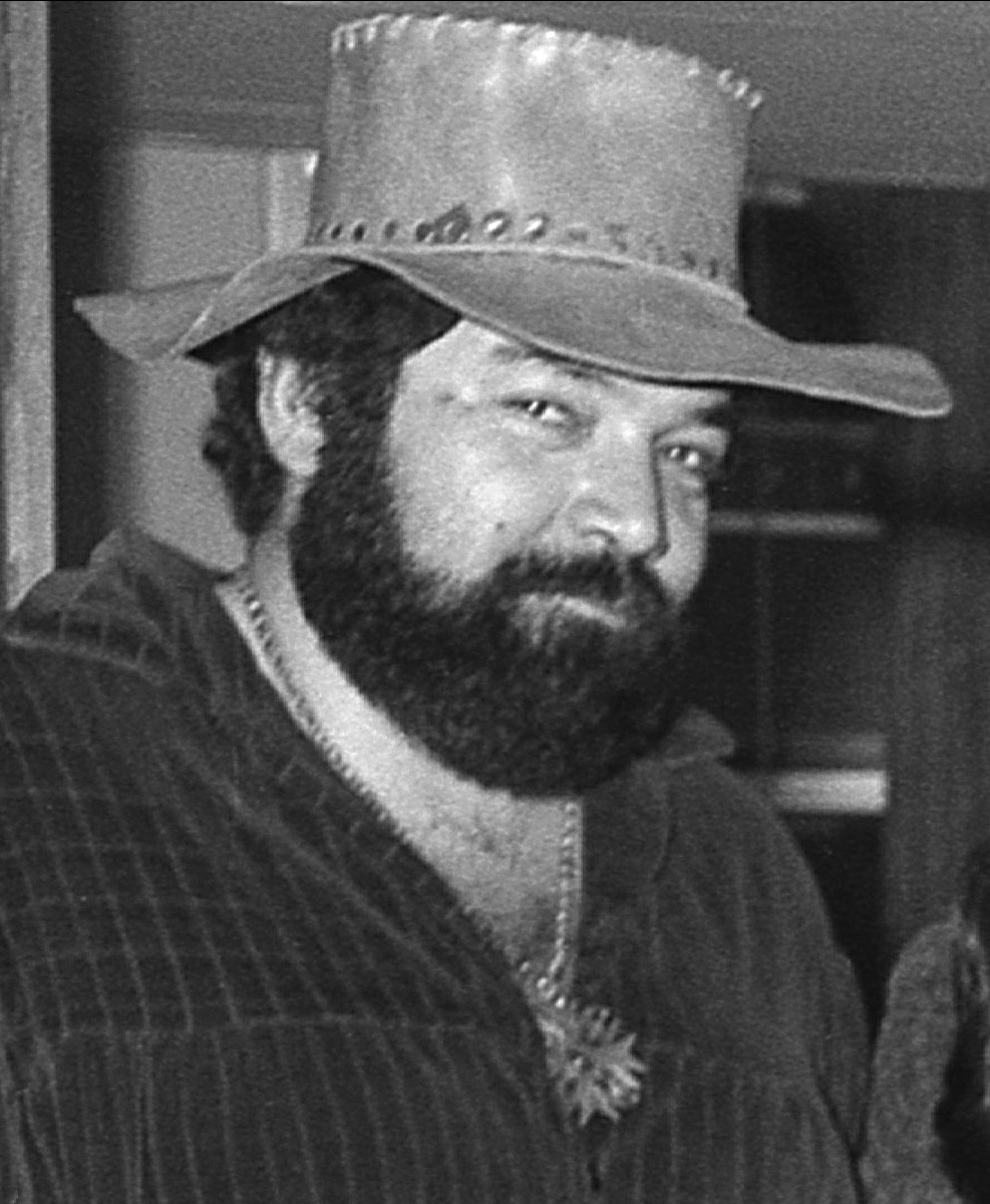
Paul L. Smith en 1973
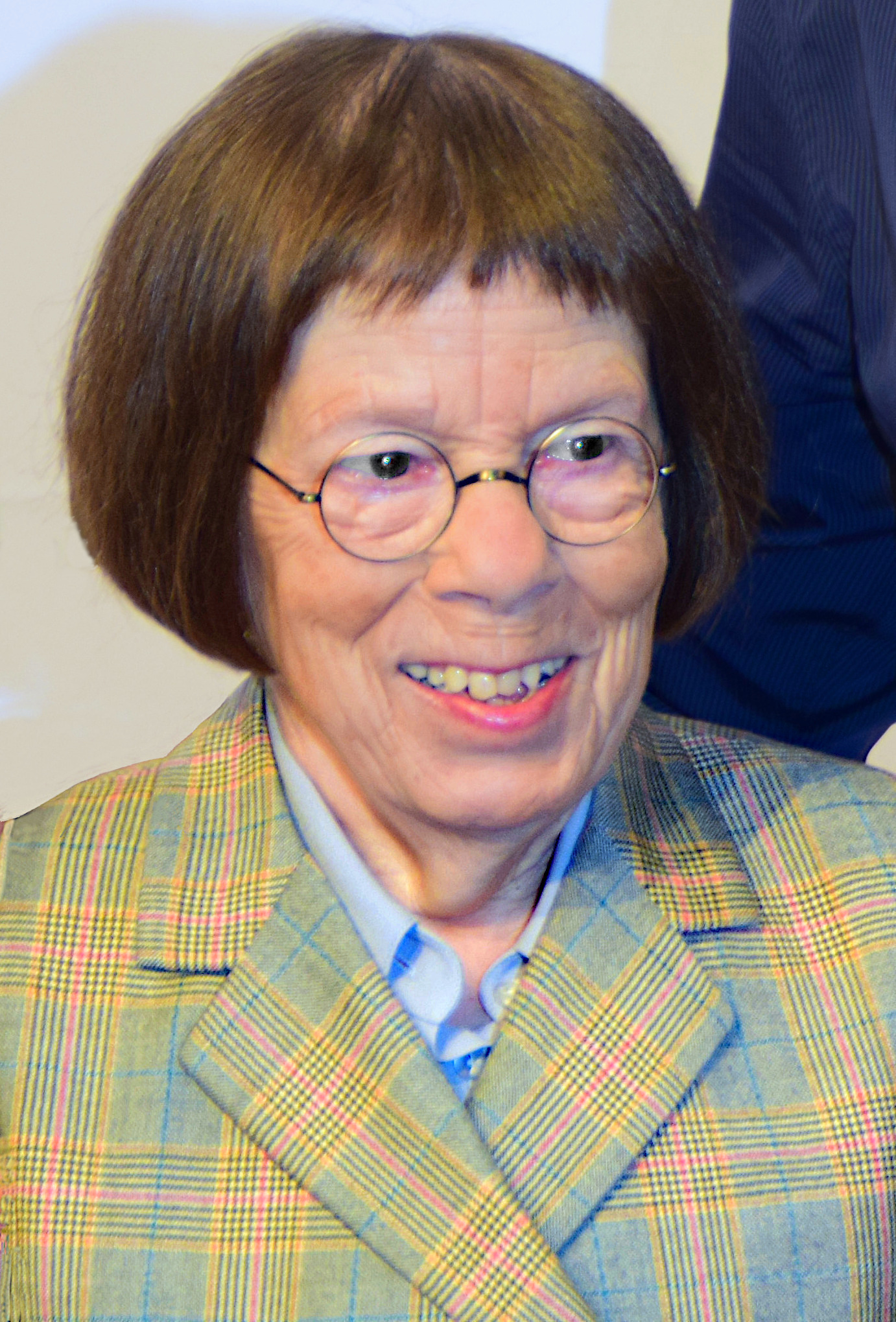
Linda Hunt en 2015
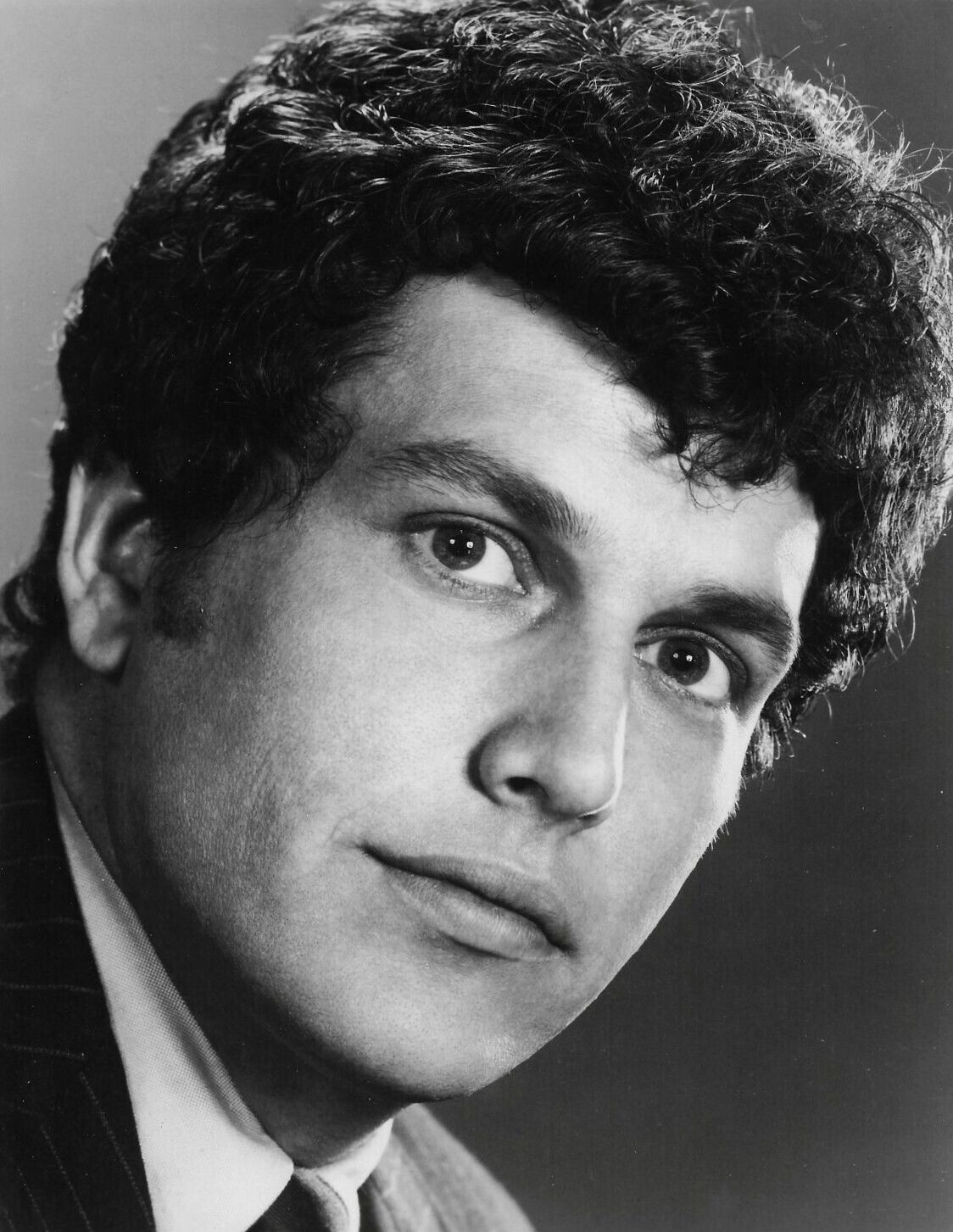
David Arkin en 1970
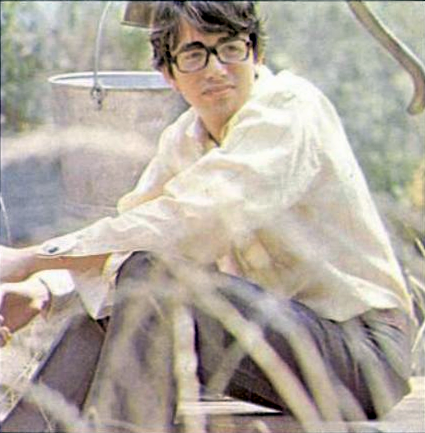
Van Dyke Parks en 1967, arrangeur musical et petit rôle dans le film

### Tournage
Le tournage a lieu sur l'île de Malte,,. Pour les scènes extérieures, des décors constituant le village de pêcheurs « Sweethaven » ont été construits à Anchor Bay près de la ville d'Il-Mellieħa. La construction a pris neuf mois sous la direction de Wolf Kroeger avec une équipe de 165 personnes. Le village est un véritable labyrinthe qui a englouti une bonne part du budget du film, une autre part étant le monstre final, une pieuvre géante. Les intérieurs ont été filmés dans les Mediterranean Film Studios d'Il-Kalkara. Le tournage débute le 23 janvier 1980,.
Le tournage s'achève le 19 juin au bout de 22 semaines soit trois de plus que prévu en raison de délais sur la construction des décors et une mauvaise météo. Le dépassement de budget est estimé à 9 millions d'USD. L'équipe résidait alors dans un complexe hôtelier nommé Mellieha Holiday Centre que Robin Williams surnommé Stalag Altman. Dans le film, l'île de la Gale (Scab Island) en réalité Filfla. Le directeur de la photographie Giuseppe Rotunno, engagé sur le film, a travaillé de nombreuses fois avec Federico Fellini. Durant le tournage, Altman et Robert Evans, directeur de Paramount, se disputent régulièrement, les deux étant enclin aux addictions, alcool et cocaïne.
Parish note plusieurs problèmes durant la production. Le scénario de Feiffer a subi plusieurs réécritures et il s'est dit préoccupé par le fait que trop de temps à l'écran était consacré à des personnages mineurs. Feiffer n'aimait pas non plus les chansons de Nilsson, estimant qu'elles n'étaient pas bonnes pour le film. Les bras musclés originaux de Popeye étaient en silicone mais difficiles à manipuler et à retirer pour Robin Williams après chaque session de tournage, de sorte que deux artisans italiens ont été amenés à Malte pour les refaire. Altman a dû modifier avec son calendrier de tournage. Altman a également demandé aux acteurs de chanter certains de leurs numéros musicaux pendant le tournage, rompant avec la pratique musicale traditionnelle des acteurs enregistrant d'abord les chansons dans un studio puis se synchronisant avec la chanson sur le plateau en playback. Cette méthode évitait les problèmes rencontrés par Altman sur la qualité du son difficile à capturer avec précision sur le plateau. Williams a également dû réenregistrer son dialogue après avoir rencontré des problèmes avec les marmonnements de son personnage, une conséquence de parler avec une pipe dans la bouche. Le franc parler de l'acteur et son penchant pour les piques cinglantes ont conduit à des affrontements avec le réalisateur. Dans le film, la bataille finale avec la pieuvre a rencontré des problèmes techniques. Quand le budget a atteint les 20 millions d'USD, Paramount a ordonné à Altman de terminer le tournage et de revenir en Californie avec ce qu'il avait.
À l'issue du tournage, ces décors ont été conservés et forment depuis le parc d'attractions Popeye Village,,.

Attractions du Popeye Village à Malte.
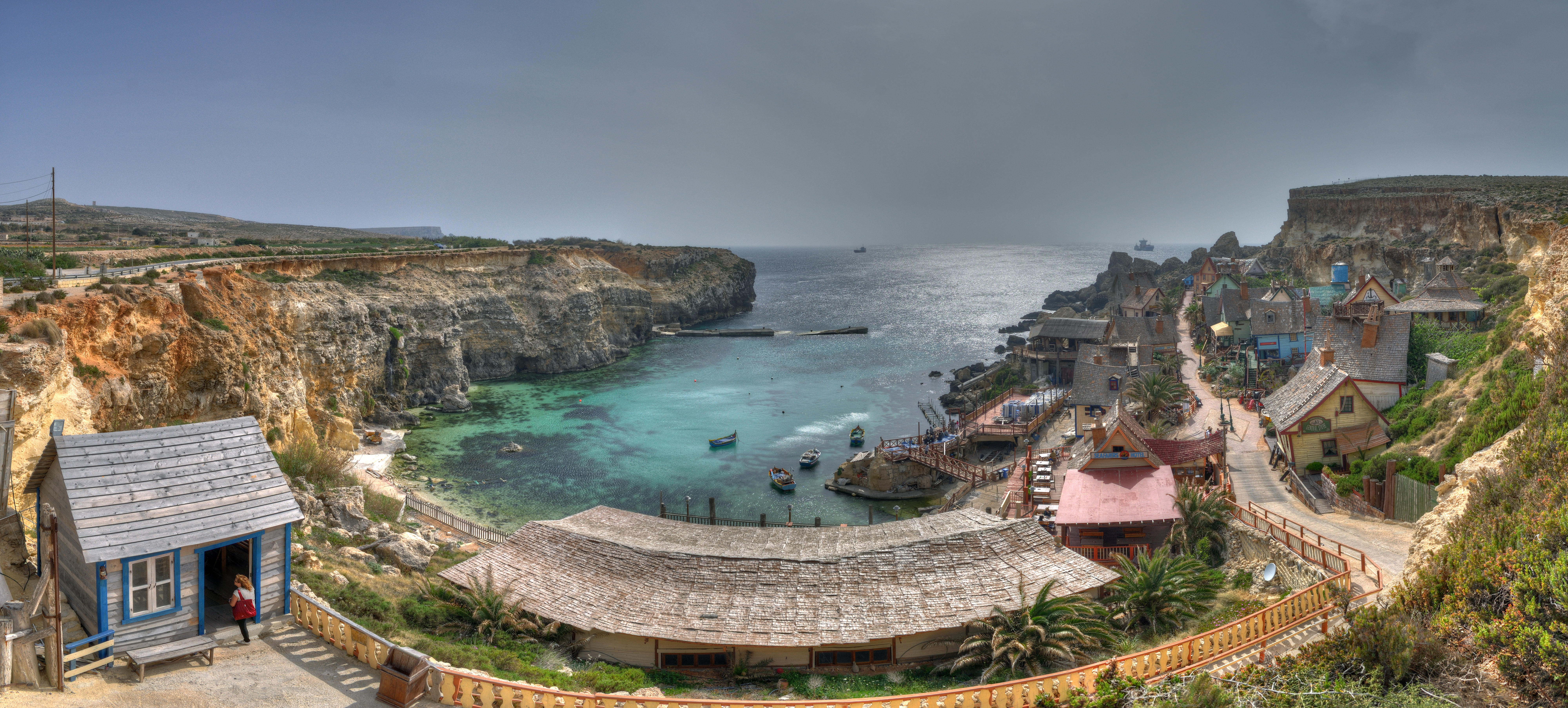
Vue panoramique du Popeye Village à Anchor Bay.
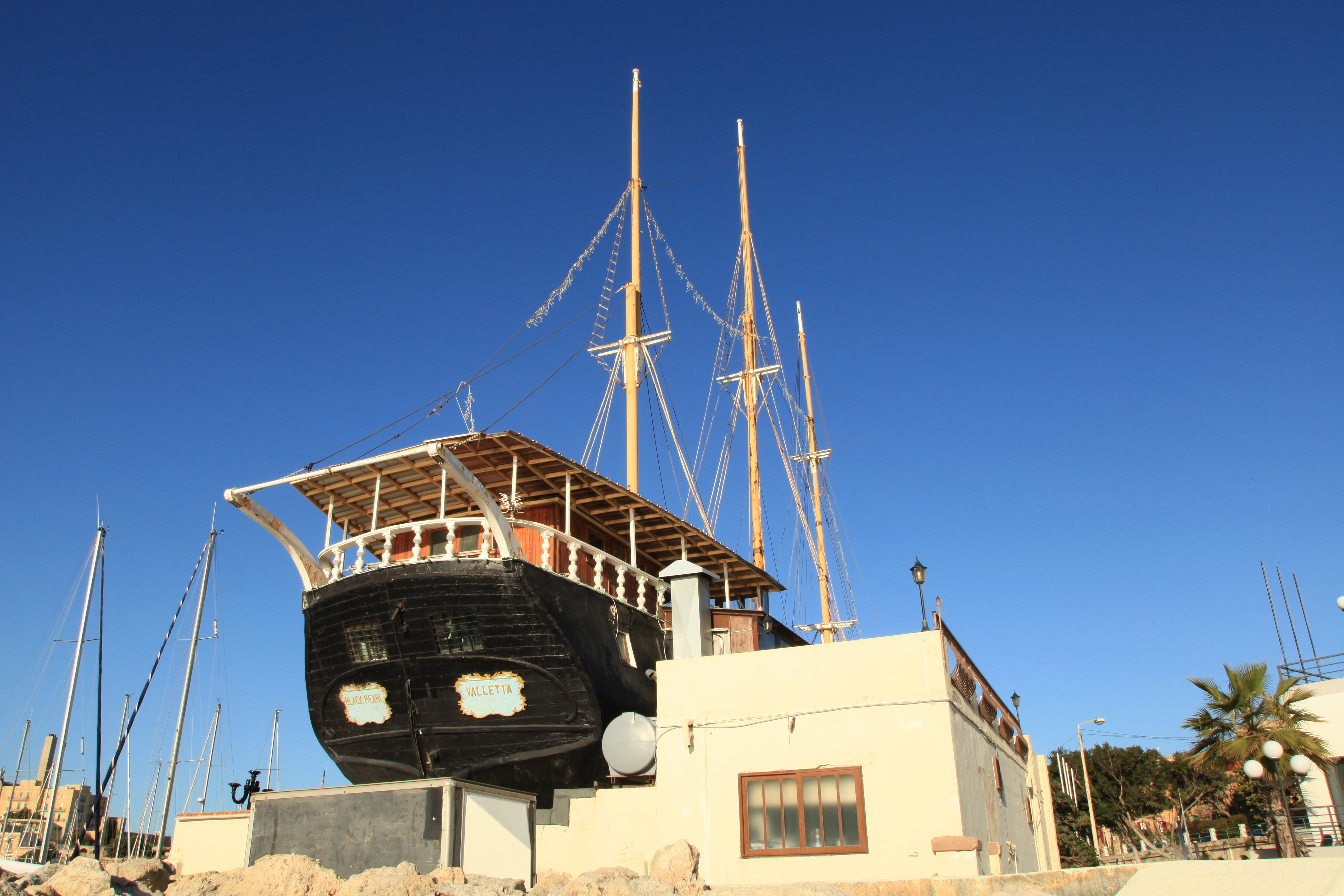
Le vaisseau Black Pearl utilisé comme restaurant
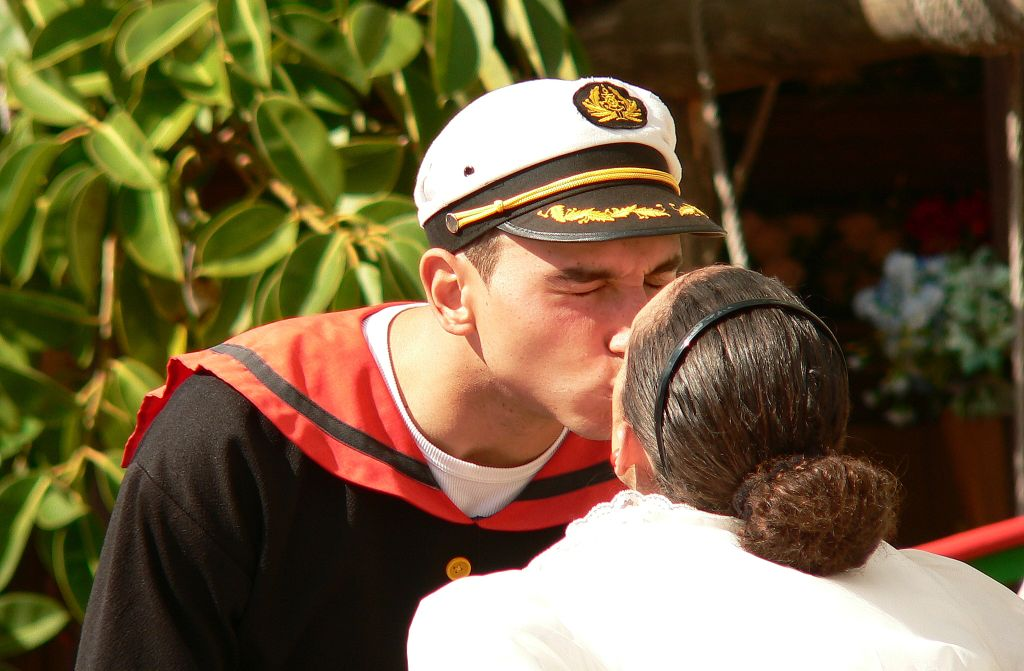
Acteurs imitant les Popeye et Olive du film.
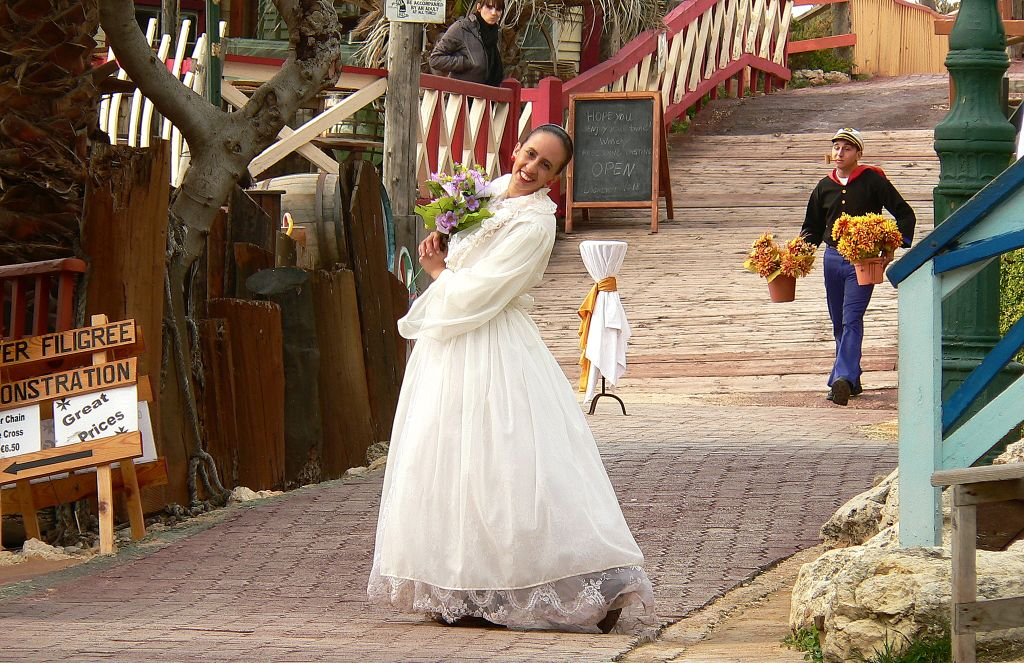
Olive Oyl et Popeye à l'arrière plan (scène du mariage).

### Musique
La bande originale a été produite par The Boardwalk Entertainment et enregistrée au studio Lions Gate Sound. Les musiques et paroles sont de Harry Nilsson, arrangées et dirigées par Van Dyke Parks. L'hymne de Popeye I'm Popeye The Sailor Man (1933) est de Sam Lerner. Van Dyke Parks est crédité d'un rôle dans le film.
La chanson Everything Is Food ne figure pas dans la bande originale de 1980. Elle est interprétée par Larry Pisoni, Carlo Pellegrini, Susan Kingsley, Michael Christensen, Ray Cooper, Noel Parenti, Karen McCormick, John E. Bristol. À l'inverse la chanson Din’ We est dans l'album mais pas dans le film.
Mark Arnold précise que la bande originale n'a été édité en CD qu'après 2013, en 2017 par le label Varèse Sarabande.

## Sortie et accueil

### Dates de sortie
Le film sort le 6 décembre 1980 à Los Angeles en Californie, et la semaine suivante dans le reste des États-Unis. La première a lieu au Grauman's Chinese Theatre deux jours avant le 86e anniversaire de E. C. Segar.

### Accueil critique
Roger Ebert attribue au film 3,5 étoiles sur 4, écrivant que Duvall était "né pour jouer" Olive Oyl, et qu'avec Popeye Robert Altman a prouvé "qu'il est possible de prendre les grandes lignes d'une bande dessinée et de les transformer en un divertissement sophistiqué". Gene Siskel du Chicago Tribune attribue également 3,5 étoiles sur 4, déclarant que les 30 premières minutes étaient "ennuyeuses et totalement sans point de vue", mais une fois que Mimosa apparaît le film "devient alors assez divertissant et, dans quelques scènes, très spécial.". Richard Combs du Monthly Film Bulletin écrit : "À sa manière, ça marche.".
Vincent Canby du The New York Times considère le film « comme tout à fait charmant, immensément attrayant mais un gâchis, souvent spirituel et très inspiré, parfois prétentieux et plat, parfois très drôle et souvent inintelligible, en bref un beau bazar. » Gary Arnold du The Washington Post écrit que « bien qu'il y ait des choses agréables dans cette comédie musicale fantasque exaspérante et au style très élaboré... elles émergent au hasard entrant et sortant d'un décor précaire. » Charles Champlin du Los Angeles Times considère le film comme "rarement inintéressant mais rarement entièrement satisfaisant", et s'interroge sur le public cible du film en raison du ton adulte des dialogues. Pour Variety, toutes personnes impliquées « ne parviennent pas à donner vie aux personnages malgré le sacrifice d'une grande partie du début du film et ce n'est que lorsqu'elles laissent libre cour à la folie de dessin animé que le film commence à fonctionner. »

#### Critiques ultérieures
Leonard Maltin décrit le film comme un flop : « Le marin bien-aimé d'E.C. Segar monte à bord d'un navire en perdition dans ce film étonnamment ennuyeux. À la place, regardez quelques heures de dessins animés de Max Fleischer ; vous serez bien mieux lotis. »,.
Pour Mark Arnold, le long-métrage bénéficie d'une distribution brillante mais certaines améliorations auraient pu être faites concernant le montage, le rythme du film ou certaines chansons, la composition d'Harry Nilson n'étant pas la plus brillante de sa carrière. Pour le site MovieWeb, « le résultat [du travail de l'équipe] est un film édifiant et visuellement délicieux qui célèbre la magie de ce qu'Altman a appelé « un véritable héros américain » ». Pour Jeremy Carr du site Screen Mayhem, Olive Oyl est le rôle pour lequel Shelley Duvall est née. À propos de Robin Williams, Carr écrit qu'« Il incarne délicieusement l'emblématique homme fort avec un physique robuste, jouant sur les sourires narquois de Popeye, sa pipe fermement implantée et ses avant-bras prothétiques exagérés ». Pour Sean Burns, la bande originale du film est « chargée de chansons mélancoliques d'un troubadour des années 1970 » tandis que « les dialogues sont si bas et marmonnés que vous pouvez à peine comprendre un putain de mot que quelqu'un dit. ». Burns qualifie le film de « merveilleux, séduisant et profondément étrange [...] un remake furtif de John McCabe pour les enfants ».
Pour le journal TV Guide, ce film du réalisateur Robert Altman et du scénariste Jules Feiffer adapte Popeye en long métrage, une bonne idée qui semble avoir été abandonnée sous la direction inégale d'Altman. Ce n'est que dans les 50 dernières minutes que le film crée de l'excitation. Pour le site AllMovie : « Robin Williams dans son premier grand rôle au cinéma. […] Robert Altman n'a en rien tempéré son style de marque pour cet opus familial à gros budget, saturant l'écran avec une variété de personnages et permettant à ses acteurs de débiter autant de dialogues qu'ils le souhaitent. […] En proie à des problèmes de production et vilipendé par les critiques à sa sortie, ce fantasme de bande dessinée de Robert Altman a néanmoins survécu — après des années d'exploitation en vidéos et diffusions télévisées l'après-midi — comme une alternative pleine d'esprit à la production Disney moyenne et simpliste. Le casting n'était certainement pas un problème : Robin Williams, avec ses avants-bras prothétiques et son strabisme à l'œil gauche, fait un Popeye parfaitement maniéré ; et le haricot vert Shelley Duvall pourrait très bien avoir été mis sur cette terre pour incarner le haricot vert Olive Oyl. Altman envisageait le village Sweethaven du dessin animé comme un bled minable, semblable à la ville frontière de son film John McCabe (1971) ; mais là où les critiques ont salué les dialogues qui se chevauchent et la conception sombre et détaillée de la production John McCabe, ils ont trouvé les mêmes techniques complètement anachroniques dans le monde du dessin animé ostensiblement ensoleillé de Popeye et Bluto. Pourtant, il y a suffisamment de légèreté dans le script pour garder les choses à flot, et les chansons de Harry Nilsson/Van Dyke Parks sont un délice, bien que leur humour ironique puisse ne pas être perçu par les très jeunes. Comme un livre de recherche d'Où est Charlie ?, le film est en effet encombré et surchargé — mais ces mêmes qualités font que les mômes reviennent pour voir ou entendre quelque chose qu'ils auraient pu manquer la première fois. »
Sur Rotten Tomatoes, le film a un taux d'approbation de 57% basé sur les critiques de 42 critiques, avec le consensus critique déclarant que "La vision d'Altman sur le dessin animé emblématique est désordonnée et extrêmement inégale, mais son humour robuste et son charme maniaque sont difficiles pour résister" Sur Metacritic, il a un score de 64 sur 100, basé sur les critiques de 14 critiques, avec "des critiques généralement favorables".

### Box-office
Le film réalise 6,3 millions d'USD de recettes la première semaine d'exploitation dans 901 salles et totalise 32 millions au bout d'un mois. Il récolte au total 49,8 millions d'USD à l'international,. Le film a été édité sur bande 16 mm le 15 septembre 1981.
L'accueil du public et des critiques a été "si toxique" qu'Altman a été laissé sans contrat et exilé à Paris, réalisant des adaptations théâtrales indépendantes à petit budget pour le reste de la décennie".
Malgré les critiques le film a réalisé des recettes correctes en salles et surtout de nombreuses éditions sur support, l'ont rendu rentable. Mais ce n'est le film à succès attendu par les studios Paramount et Disney qui le considèrent comme une déception,. Plusieurs éditions sur différentes formats ont été publiées comme en VHS, Betamax, CD, Laserdic, DVD et même des services numériques. En 2020 pour le quarantième anniversaire de sa sortie, le film est édité en blu-ray . Cette édition comporte 330 minutes de bonus dont une interview de Robin Williams peu de temps avant sa mort, une interview d'archive de Robert Altman et une inédite de Stephen Altman. Le blu-ray comporte aussi le reportage sur la première du film.

## Analyse
Pour Jeremy Carr du site Screen Mayhem, aujourd'hui encore, le film Popeye est souvent considéré comme l'une des œuvres mineures du grand cinéaste Robert Altman. Pour beaucoup, c'est au mieux une œuvre un peu étrange, pour d'autres, c'est tout simplement mauvais. Le courant de critique initial a depuis changé pour évoquer le film de manière plus élogieuse allant jusqu'au « Bien sûr, c'est bon. Évidemment ». Toutefois pour Carr, les critiques ne parviennent pas à sauver ce qui est pour lui le film le plus agréable d'Altman. Si on compare Popeye aux autres films de la carrière d'Altman, il est difficile de rivaliser avec des chefs-d'œuvre comme M*A*S*H (1970), John McCabe (1971) ou Nashville (1975). pour Sean Burns, Robert Altman est capable de transformer n'importe quel sujet ou genre en un film à lui, en créant un écosystème minutieusement, des mondes détaillés, la plupart gouvernés par la tristesse ou la corruption systémique et poussant les personnages de murs en murs jusqu'à la chute ou l'explosion. Dans Popeye, le héros côtoie des dépeceurs d'épaves, une communauté par un méchant commodore installé à distance sur son bateau et collecteur d'impôt. Burns écrit que Popeye est « une étrange charnière entre le réalisme de gouttière des années 1970 et l'artifice brillant des années 1980 ». Sean Burns conclut en disant que le film « est si étrange et étrangement captivant, un rappel que, quelle que soit le contrat à gros budget, apparemment facile, Robert Altman ne pouvait que faire des films complexes à la Robert Altman ».
Popeye n'était pas ce que le public attendait du réalisateur iconoclaste. Ironiquement, le film était trop inhabituel et trop inclassable, même pour les fans d'Altman. Le réalisateur a toujours travaillé contre les normes en vigueur, passées ou futures, d'Hollywood le film sort alors que le public est attiré par des films à gros budget avec des effets spéciaux comme Les Dents de la mer (1975), La Guerre des étoiles (1977) ou Superman (1978). Altman réalise donc à contre-courant. Altman a fait de ce film à la fois un « dessin animé en prise de vues réelles » avec des séquence exagérées ou carrément absurdes et une forme particulière de comédie musicale. Le film fait usage par exemple de dialogues se chevauchant et s'essaye à de nouvelles formes d'introduction des chansons, à la suite d'une réflexion ou dans la suite du récit, sans rupture claire. Malgré l'accueil inhospitalier, le personnage de Popeye parvient à conserver son intégrité en pratiquant ce qu'il prêche dans sa phrase I yam what I yam (« Je suis ce que je suis »). Le travail de Giuseppe Rotunno permet à Altman d'imprégner Popeye d'une manie folle avec de nombreuses touches "felliniennes", tout en ajoutant son propre rythme mêlant chaos audiovisuel, effets sonores animés, d'accessoires loufoques et de cascades comiques frénétiques. La présence de satire sociale et de parodie politique en font un film excentrique et surtout un film de Robert Altman.
Même si ce n'était pas prévu, le film Popeye est le premier d'une longue liste de productions en prises de vues réelles réalisées par Disney mettant en scène des personnages d'animation de studios concurrents. Mark Arnold indique qu'a contrario, Disney n'a jamais réalisé un long métrage avec Mickey Mouse. Parmi ces productions, Arnold liste Dick Tracy (1990), Mr. Magoo (1997), Inspecteur Gadget (1999) et Underdog, chien volant non identifié (2007).

## Distinctions

### Récompenses
- Stinkers Bad Movie Awards 1980 : pire film, pire remake et pire chanson (He Needs Me)

### Nominations
- Stinkers Bad Movie Awards 1980 : pire acteur (Robin Williams), pire réalisation (Robert Altman) et pire scénario
- Saturn Awards 1981 : meilleur film fantastique (Best Fantasy Film)